# Fissidens subundatus
Fissidens subundatus là một loài Rêu trong họ Fissidentaceae. Loài này được Dury & Bizot mô tả khoa học đầu tiên năm 1976.